# 여통 (적벽가)
여통(呂通)(?~?)은 삼국지연의에서만 나오는 변형인물이다. 적벽대전에서 우군의 흰 기가 달린 배를 이끄는 것으로 나온다. 그 후 결말은 나오지 않는다. 원래 이름은 이통이다었으나, 마초에게 죽는 걸로 나와서 여통으로 지은 것으로 보인다.